# Lilla Beddinge kyrka
Lilla Beddinge kyrka är en kyrkobyggnad i Lilla Beddinge på Söderslätt i Skåne. Den tillhör Källstorps församling i Lunds stift.

## Kyrkobyggnaden
Lilla Beddinge kyrka byggdes 1880 efter ritningar av Helgo Zettervall. Byggmästare blev Nils Andersson från Malmö med antaget entreprenadanbud på 43 800 kr. (cirka 274 000 kr. i 2021 års penningvärde) den 18 juni 1880. Den är sirligt utformad med torn, halvrunt kor och kupol över korsmitten. Den medeltida kyrkan som låg vid gamla begravningsplatsen i byns norra del revs när den nya byggdes.

## Interiör
- Från den gamla kyrkan har en dopfunt från 1100-talet bevarats.

### Orgel
- Den nuvarande orgeln byggdes 1890 av Salomon Molander & Co, Göteborg och är en mekanisk orgel. Orgeln omändrades 1966 av J. Künkels Orgelverkstad AB, Lund. Orgeln är år 1988 ej i bruk.

| Huvudverk I    | Svällverk II        | Pedal            | Koppel |
| Borduna 16´    | Rörflöjt 8´         | Subbas 16´       | I/P    |
| Principal 8´   | Flûte harmonique 4´ | Violoncell 8´    | II/P   |
| Dubbelflöjt 8' | Vox Retusa 4'       | Rörkvintadena 2' | II/I   |
| Gamba 8'       | Salicional 2'       |                  |        |
| Octava 4'      | Crescendosvällare   |                  |        |
| Octava 2'      |                     |                  |        |
| Mixtur 3 chor  |                     |                  |        |

- 1987 köptes en elorgeln in av märket Allen, och har två manualer och pedal.